# Пириєній-де-Міжлок
Пириєній-де-Міжлок (рум. Pârâienii de Mijloc) — село у повіті Вилча в Румунії. Входить до складу комуни Лівезь.
Село розташоване на відстані 184 км на захід від Бухареста, 53 км на південний захід від Римніку-Вилчі, 54 км на північ від Крайови.

## Населення
За даними перепису населення 2002 року у селі проживали 383 особи, усі — румуни. Усі жителі села рідною мовою назвали румунську.